# رادونیتسه (ناحیه خوموتوف)
رادونیتسه (به چکی: Radonice) یک منطقهٔ مسکونی در جمهوری چک است که در ناحیه خوموتوو واقع شده‌است. رادونیتسه ۱٬۱۹۳ نفر جمعیت دارد.